# Джигаури, Георгий Михайлович
Георгий Михайлович Джигаури (23.04.1901 — ?) — специалист в области инженерной геологии, лауреат Сталинской премии 2-й степени (1951).
Родился в с. Патардзеули Тифлисской губернии.
Окончил Грузинский политехнический институт, инженер-геолог (1930).
С 1924 года работал в геологических организациях. Начальник Храм-Параванской геологической партии (1930—1937), технический руководитель Севано-Зангинской изыскательской партии (1938—1939).
С 1940 года — главный специалист по гидротехническим изысканиям института «Тбилгидропроект». Участвовал в проектировании энергетических объектов Грузинской ССР, в том числе плотины Ладжанурской ГЭС (1955). Предложил оригинальные инженерные решения при строительстве водохранилищ на основаниях с большой водопроницаемостью и в закарстованных районах.
Лауреат Сталинской премии 2-й степени (1951) — за строительство Храмской ГЭС.
Заслуженный инженер Грузинской ССР.